# مطار بندر لنغة (مغوية)
مطار بندر لنغة (بالإنجليزية: Bandar-e Lengeh Airport)‏ هي مستوطنة تقع في إيران في الناحية المركزية. يقدر عدد سكانها بـ 98 نسمة .